# 주니뉴 폰세카
아우시지스 폰세카 주니오르(포르투갈어: Alcides Fonseca Júnior, 1958년 8월 29일, 상 파울루 주 올림피아 ~)는 주니뉴 폰세카(포르투갈어: Juninho Fonseca), 혹은 주니뉴(포르투갈어: Juninho)로 불리는 브라질의 전직 축구 선수로, 현역 시절 중앙 수비수로 활약했다.

## 경력
현역 시절, 그는 폰치 프레타(1974–1983, 1989), 코린치앙스(1983–1986), 주벤투스, 바스쿠 다 가마(1986), 크루제이루(1987), 11·15, 아틀레치쿠 파라나엔시(1988), 상 조제(1989), 나시오나우(1990), 올림피아(1991)을 거쳐 일본 사커 리그의 요미우리에서 1992년 은퇴했다.
그는 1983년에 캄페오나투 파울리스타를, 1986년에 타사 과나바라를, 그리고 1991년과 1992년에 일본 사커 리그를 우승했다.
1980년부터 1982년까지는 브라질 국가대표팀 경기에 4번 출전했지만, 골 맛을 보지는 못했다. 그는 1982년 월드컵에 브라질 선수단 일원으로 참가했지만, 한 경기도 출전하지 못했다.

## 수상

### 선수
코린치앙스
- 캄페오나투 파울리스타: 1983

바스쿠 다 가마
- 타사 과나바라: 1986

요미우리
- 일본 사커 리그: 1990-91, 1991-92
- JSL컵: 1991, 1992

### 감독
트레지
- 캄페오나투 파라이바누: 2001